# Xanthorrhoea drummondii
Xanthorrhoea drummondii är en grästrädsväxtart som beskrevs av William Henry Harvey. Xanthorrhoea drummondii ingår i släktet Xanthorrhoea och familjen grästrädsväxter. Inga underarter finns listade i Catalogue of Life.